# C/2024 S1 (ATLAS)
C/2024 S1 (ATLAS) (ранее известная как A11bP7I) — околосолнечная комета семейства Крейца, открытая 27 сентября 2024 года во время обзора ATLAS с использованием 0,5-метрового рефлекторного телескопа, расположенного в Халеакале, Гавайи.

## Описание
У кометы похожая орбита с околосолнечными кометами Крейца, которые были созданы в результате фрагментации более крупной кометы. После перигелия она может стать видимой невооруженным глазом и, возможно, выглядеть как C/2011 W3 (Лавджоя), ещё одна околосолнечная комета Крейца.
В Южном полушарии лучшее время для наблюдения кометы — за несколько дней до перигелия 28 октября. Предполагалось, что в Северном полушарии комета может быть видна в течение нескольких дней после перигелия, если она переживёт его. В ближайшей точке к Солнцу C/2024 S1 (ATLAS) могла бы достичь звездной величины от −5 до −7, что сделало бы её ярче Венеры и видимой невооружённым глазом даже на предрассветном небе.
Комета распалась 28 октября во время прохождения перигелия.

## История
Комета C/2024 S1 (ATLAS) была обнаружена 27 сентября 2024 года с помощью телескопа ATLAS на Гавайях. Тогда комета, по оценкам, имела видимую величину 15,3 и имела кому размером около половины угловой минуты в поперечнике. Дальнейшие наблюдения показали, что кома была размером до трех угловых минут в поперечнике и имела хвост длиной до 156 угловых секунд. При обнаружении комета имела зеленоватый оттенок, вероятно, из-за присутствия двухатомного углерода . Ей было присвоено временное обозначение A11bP7I в ожидании официального подтверждения. 1 октября она была подтверждена и официально названа C/2024 S1 (ATLAS). Название кометы содержит информацию о месте и времени её открытия:
- Буква C указывает на то, что это непериодическая комета — кометы этого типа происходят из облака Оорта и могут проходить через Солнечную систему только один раз или совершать один оборот вокруг Солнца в период от 200 до нескольких тысяч лет;
- 2024 S1 означает, что комета была открыта в 2024 году, во второй половине сентября (что соответствует букве S в системе наименования комет МАС), и стала первым таким объектом, найденным в этот период;
- ATLAS указывает, что открытие было сделано с помощью телескопа ATLAS (Asteroid Terrestrial-impact Last Alert System).

Видимая величина кометы по-разному сообщалась в диапазоне от величины 16,9 до 11,5. Наличие зелёной комы указывало на то, что она была ближе к 11,5. Сообщалось о визуальном наблюдении с помощью 30-сантиметрового рефлекторного телескопа, с сообщенной величиной 11,7. При обнаружении комета находилась в созвездии Гидры . Предполагается, что эта комета принадлежит к семейству Крейца — группе комет, проходящих очень близко к Солнцу. В истории много примеров, когда кометы семейства Крейца, такие как Икэя-Сэки (1965) и Лавджой (2011) становились особенно яркими, видимыми даже при дневном свете. Если C/2024 S1 (ATLAS) будет вести себя подобным образом, она может достичь звездной величины от −5 до −7 и стать самой яркой кометой Крейца с 1965 года.

## Распад ядра
9 октября на сайте ATel появилось сообщение о том, что ядро кометы C/2024 S1 (ATLAS) начало разрушаться. Судя по снимкам, псевдоядро перестало быть сконденсированным, что говорит о его распаде. Учёные предположили, что мощный выброс газа и действие приливных или вращательных сил могли привести к распаду ядра. Это вызвало выброс большого количества пыли и газа, что и объясняет резкое увеличение яркости кометы после её открытия.
18 октября комета внезапно снова вспыхнула, что указывало на продолжение распада её ядра. Однако часть ядра всё же выжила и продолжила путь к Солнцу.
Хотя не было уверенности, что C/2024 S1 достигнет поля зрения SOHO, комета всё же появилась на снимках инструмента LASCO C3 26 октября. Она выглядела маленькой, но яркой, даже ярче большинства околосолнечных комет, наблюдаемых с помощью SOHO. 28 октября комета вошла в поле зрения SOHO LASCO C2. Наблюдатели могли в реальном времени видеть, как комета испарилась на пути к Солнцу. 

## Ожидаемые события
Сближение кометы с Солнцем (перигелий) произошло 28 октября 2024 года. Эта дата всего на неделю позже перигелия знаменитой кометы Икэя-Сэки в 1965 году, что может означать схожие условия видимости.
Кометы семейства Крейца часто распадаются, приближаясь к Солнцу, из-за сильного нагрева на этих экстремально близких расстояниях. Существуют опасения, что это может случиться и с C/2024 S1 (ATLAS), особенно если она окажется небольшой кометой.